# Parabel van de gebroken ruit
De parabel van de gebroken ruit werd door Frédéric Bastiat geïntroduceerd in zijn essay Ce qu'on voit et ce qu'on ne voit pas (Wat men ziet, en wat men niet ziet) uit 1850, om de verborgen kosten die de vernietiging van andermans eigendom met zich meebrengt te verhelderen. Bastiat betoogt dat vernietiging van iemands eigendom tot een kleinere welvaart voor de samenleving als geheel leidt.
Henry Hazlitt werkte de parabel verder uit in zijn boek Economics in One Lesson (Economie in één les), voor het eerst gepubliceerd in 1946. Een essentieel punt dat beiden maken is dat de effecten op alle mogelijke partijen en over alle tijden bezien moeten worden.

## De parabel
In de parabel beschrijft Bastiat een situatie waarin een winkelierszoon de ruit van zijn vaders winkel breekt. De winkelier zal hierop een nieuwe ruit moeten aanschaffen, hetgeen de glazenmaker extra werk en inkomsten oplevert. Dat is het voor iedereen zichtbare deel van het verhaal (ce qu'on voit). Hieruit kan echter niet afgeleid worden dat het breken van ruiten goed is voor de economie. In dat geval zou datgene wat niet zichtbaar is (ce qu'on ne voit pas), genegeerd worden. Immers, doordat de winkelier zich gedwongen zag zijn geld uit te geven aan het repareren van de ruit, kon hij het niet meer aan iets anders besteden. Wat niet zichtbaar is, is dat hij anders dit geld mogelijk had gebruikt om zijn schoenen te vervangen of een nieuw boek aan te schaffen. Oftewel, hij had zijn geld op een andere manier besteed, hetgeen het ongeluk met het breken van de ruit heeft belemmerd.

## Toepassingen van de parabel
Hetgeen Bastiat met de parabel wil verhelderen, is dat vernietiging geen waarde creëert wanneer de effecten op alle partijen en over alle tijden worden bezien.
Dit argument wordt door Bastiat zelf en anderen toegepast op oorlogsvoering en wederopbouw, maar is op tal van situaties van toepassing.
OorlogsvoeringVaak wordt beredeneerd dat oorlog gunstige effecten heeft voor de economie, zoals een lage werkloosheid en technologische vooruitgang. Dit is een voorbeeld waarbij enkel aandacht wordt besteed aan datgene wat zichtbaar is. Niet zichtbaar is dat de soldaten enkel hun werk kunnen doen doordat er grote bedragen aan belastinggeld aan hen worden besteed. Zou de oorlog niet gevoerd zijn, dan was dit geld aan iets anders besteed. Op deze wijze belemmert of vertraagt het voeren van oorlog juist de vooruitgang binnen andere industrieën en markten. (Bron?)
Wederopbouw na natuurrampenNa een oorlog of natuurramp moet het vernietigde eigendom weer hersteld worden. Dit vereist vele arbeidskrachten en investeringen en leidt daardoor tot de misvatting dat het goed is voor de economie. Bijvoorbeeld, ten tijde van de tsunami in Japan waren er verschillende economen, onder wie hoofdeconoom van het Centraal Bureau voor de Statistiek Michiel Vergeer, die meenden dat de tsunami Japan rijker kan maken. Wat echter niet zichtbaar is, zijn de investeringen die plaats hadden gevonden als de kosten voor de wederopbouw niet gemaakt hadden hoeven worden. Met andere woorden, door de wederopbouw wordt datgene hersteld wat voor de ramp reeds bestond, terwijl zonder de tsunami met het geld dat nu besteed is aan de wederopbouw iets nieuws gebouwd had kunnen worden dat nog niet bestond. (Bron?)
LobbyistenLobbyisten proberen voordelen van de overheid te krijgen. De voordelen zijn doorgaans erg zichtbaar doordat ze slechts een relatief kleine groep mensen toekomen. De kosten daarentegen worden opgebracht door de veel grotere groep belastingbetalers, waardoor ze minder zichtbaar zijn. Gerelateerd hieraan is het Amerikaanse gezegde 'There Ain't No Such A Thing As A Free Lunch' (TANSTAAFL). (Bron?)
OverheidsschuldenDe meeste westerse overheden geven consequent meer geld uit dan dat ze binnenhalen. Doordat nu niet betaald hoeft te worden voor de investeringen, terwijl deze investeringen nu wel voor werkgelegenheid zorgen, wordt geargumenteerd dat ze goed zijn voor de economie. Het onzichtbare deel van het verhaal is dat de toekomstige generaties de op deze manier opgebouwde schuld zullen moeten terugbetalen. Als aangenomen wordt dat de schuld tot in het oneindige geherfinancierd kan worden en dus nooit terug betaald hoeft te worden, dan zijn er alsnog kosten aan verbonden, namelijk in de vorm van een lagere kredietwaardigheid van de overheid en dus een hoger rentepercentage dat over elke toekomstige lening betaald moet worden. (Bron?)
DepreciatieDepreciatie wordt soms gezien als goed voor de economie, vanwege het feit dat exportgoederen voor buitenlanders goedkoper worden en de export dus zal toenemen, terwijl importgoederen juist duurder worden en de vraag hiernaar dus zal afnemen. Daarbij wordt echter voorbij gegaan aan het feit dat er, om aan de toenemende vraag vanuit het buitenland te voldoen, in het eigen land harder moet worden gewerkt tegen een lager loon. De koopkrachtdaling wordt versterkt doordat, als gevolg van de depreciatie, met hetzelfde loon minder gekocht kan worden. (Bron?)
InflatieInflatie wordt soms gezien als goed voor de economie, vanwege het feit dat sparen hierdoor minder aantrekkelijk wordt en uitgeven aantrekkelijker. Hierbij wordt voorbij gegaan aan het feit dat ook de consumentenschulden op deze manier soms toe kunnen nemen, terwijl de koopkracht juist afneemt doordat salarissen in de regel achterblijven bij de inflatie. (Bron?)